# Município de Spencer (condado de Guernsey, Ohio)
O município de Spencer (em inglês: Spencer Township) é um município localizado no condado de Guernsey no estado estadounidense de Ohio. No ano de 2010 tinha uma população de 1.071 habitantes e uma densidade populacional de 13,97 pessoas por km².

## Geografia
O município de Spencer encontra-se localizado nas coordenadas 39° 52′ 53″ N, 81° 38′ 31″ O. Segundo a Departamento do Censo dos Estados Unidos, o município tem uma superfície total de 76.64 km², da qual 76,54 km² correspondem a terra firme e (0,13 %) 0,1 km² é água.

## Demografia
Segundo o censo de 2010, tinha 1.071 habitantes residindo no município de Spencer. A densidade populacional era de 13,97 hab./km². Dos 1.071 habitantes, o município de Spencer estava composto pelo 95,14 % brancos, o 1,03 % eram afroamericanos, o 0,37 % eram amerindios, o 0,47 % eram asiáticos, o 0,56 % eram de outras raças e o 2,43 % eram de uma mistura de raças. Do total da população o 1,4 % eram hispanos ou latinos de qualquer raça.